# Kaka (Turkmenistan)
Kaka – miasto w południowym Turkmenistanie, w wilajecie achalskim, siedziba etrapu. W 2022 roku liczyło ok. 33,3 tys. mieszkańców. 
W 1989 roku miejscowość zamieszkiwało 13 707 osób.